# Хитрівка (Великосолдатський район)
Хитрівка (рос. Хитровка) — присілок в Великосолдатському районі Курської області Російської Федерації.
Населення становить 13 осіб. Входить до складу муніципального утворення Любимівська сільрада.

## Історія
Населений пункт розташований на території українського етнічного та культурного краю Східна Слобожанщина.
Від 2004 року входить до складу муніципального утворення Любимівська сільрада.

## Населення
| 2002 | 2010 |
| ---- | ---- |
| 30   | ↘13  |